# Kowalów (Wiązów)
Kowalów (deutsch Hermsdorf) ist ein Ort in der Landgemeinde Wiązów im Powiat Strzeliński der Woiwodschaft Niederschlesien in Polen.

## Geographie
Das Angerdorf Kowalów liegt sieben Kilometer südöstlich von Wiązów (Wansen), 14 Kilometer südöstlich von Strzelin (Strehlen) und 50 Kilometer südöstlich von Breslau in der Schlesischen Tiefebene.
Nachbarort von Kowalów ist im Osten Jutrzyna (Marienau).

## Geschichte

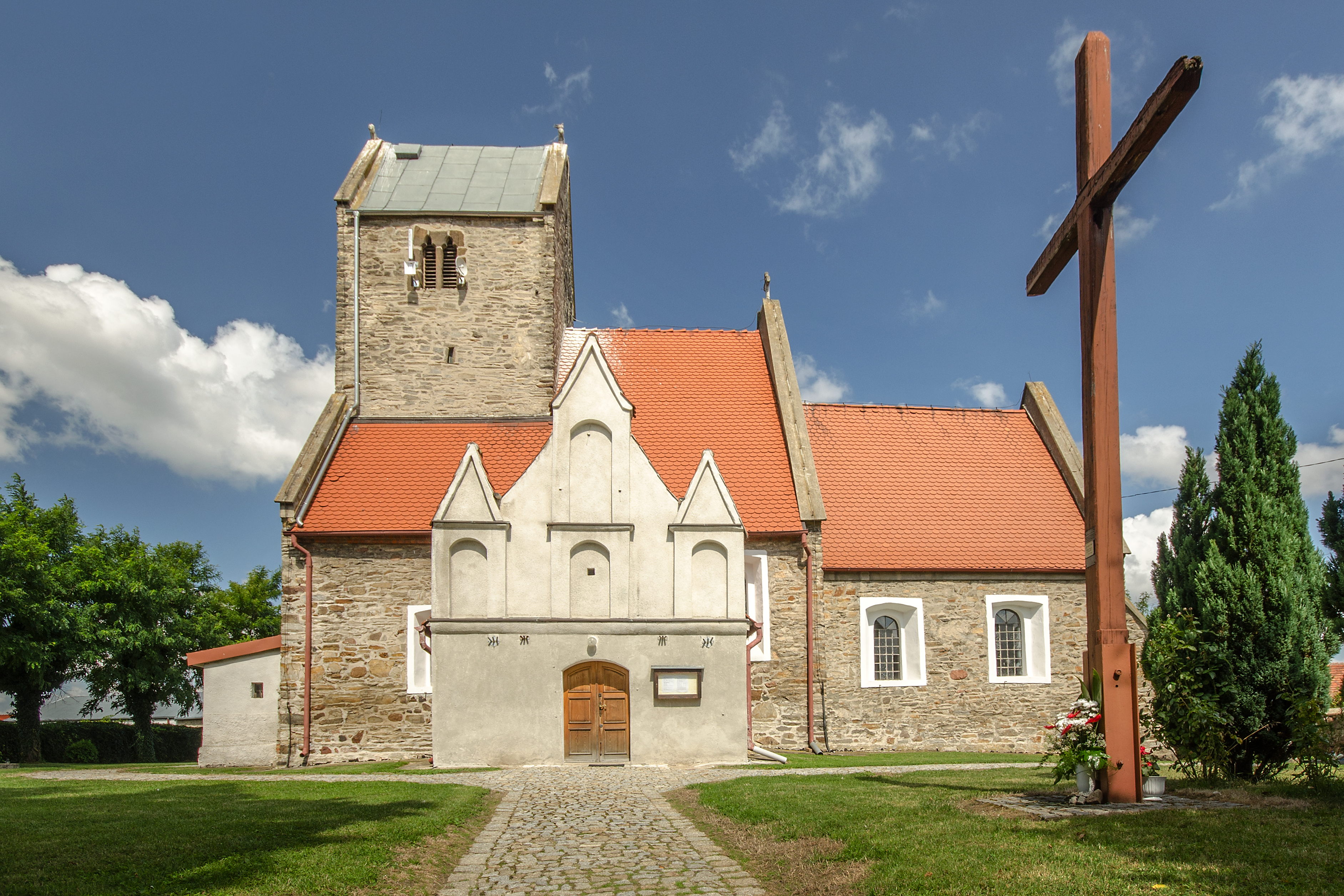
Filialkirche St. Ursula

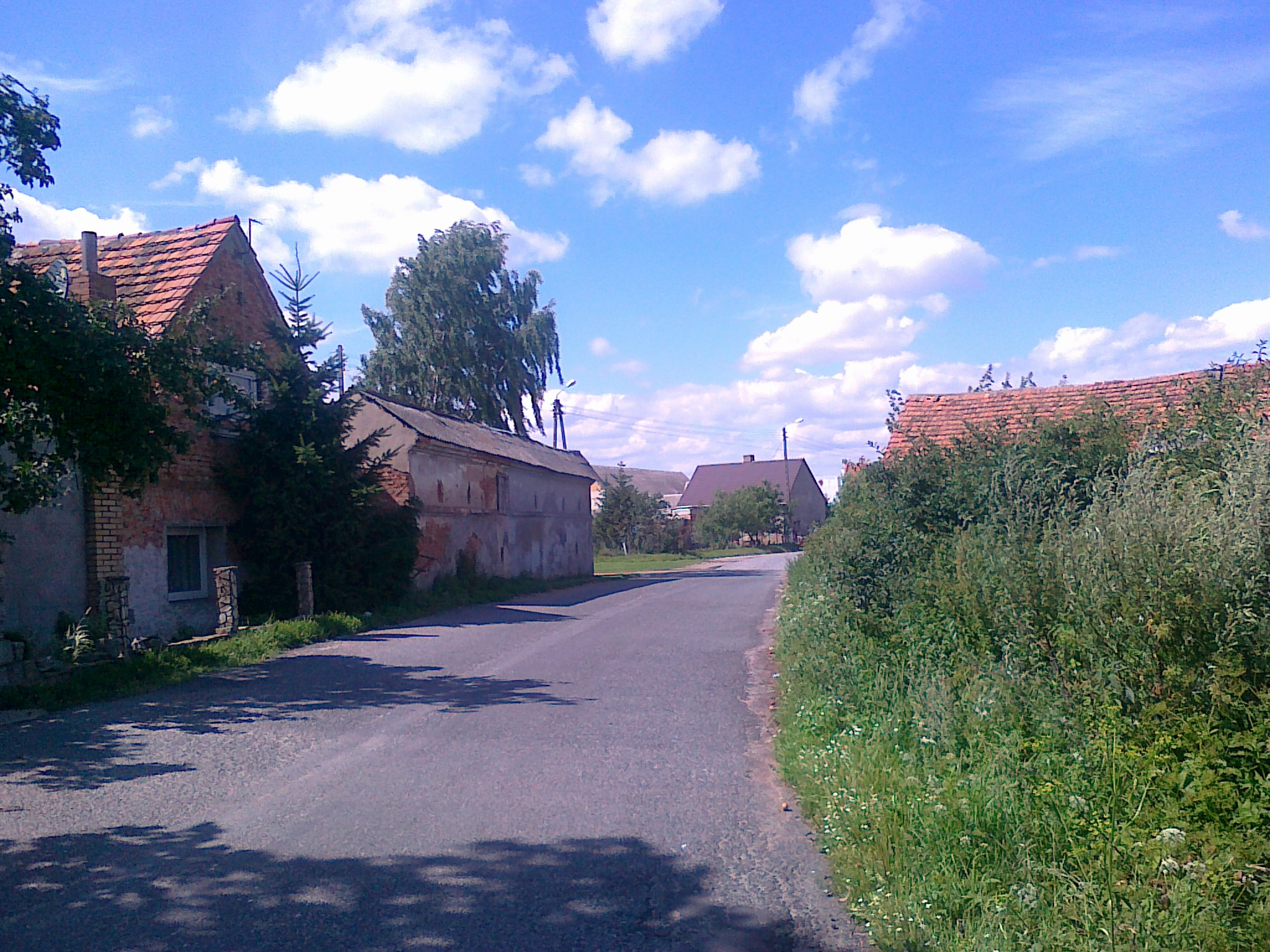
Ortsbild

Der frühere Ortsname deutet auf eine deutschrechtliche Besiedlung im Zuge der Ostkolonisation hin. Namensgebend dürfte ein Lokator Namens Hermann gewesen sein. 1335 erscheint im Register des Päpstlichen Nuntius Galhardus erstmals eine Kirche als „ecclesia de villa Hermanni“. Nach dem Ersten Schlesischen Krieg fiel Hermsdorf 1741/42 mit dem größten Teil Schlesiens an Preußen.
Grundherr war im 19. Jahrhundert das Majorat Klein Öls der Familie Yorck von Wartenburg. Nach der Neugliederung Preußens gehörte die Landgemeinde Hermsdorf ab 1815 zur Provinz Schlesien und war ab 1816 dem Landkreis Ohlau eingegliedert, mit dem es bis 1945 verbunden blieb. 1845 zählte das Dorf 67 Häuser, zwei Scholtiseien, 403 überwiegend katholische Einwohner (fünf evangelisch), eine katholische Filialkirche von Marienau unter dem Patronat der Grundherrschaft, mit Widum, eine 1818 gegründete katholische Schule nur für diesen Ort, ein Wirtshaus, acht Handwerker, zwei Händler, 825 Landschafe und 223 Rinder. Im Ort wurde Leinen hergestellt und Bienenzucht betrieben. 1874 wurde der Amtsbezirk Knischwitz gegründet, der die Landgemeinden Hermsdorf, Knieschwitz, Köchendorf und Marienau und den Gutsbezirk Kanschwitz umfasste. 1885 zählte der Ort 439 Einwohner. Zum 1. Oktober 1932 wurde der Kreis Ohlau vorübergehend aufgelöst und  die Landgemeinde Hermsdorf dem Kreis Strehlen zugeschlagen.
Als Folge des Zweiten Weltkriegs fiel Hermsdorf 1945 mit dem  größten Teil Schlesiens an Polen. Nachfolgend wurde es in Kowalów. Die deutsche Bevölkerung wurde, soweit sie nicht vorher geflohen war, weitgehend vertrieben. Die neu angesiedelten Bewohner waren teilweise Zwangsumgesiedelte aus Ostpolen, das an die Sowjetunion gefallen war.

## Sehenswürdigkeiten
- Die römisch-katholische Filialkirche St. Ursula (polnisch Kościół św. Urszuli)  wurde Ende des 13. Jahrhunderts aus Granitbruchstein mit Strebepfeilern errichtet und 1335 erstmals erwähnt. Von 1381 bis zur Säkularisation 1810 oblag das Kirchenpatronat den Johannitern von Klein Oels. Das steinerne Sakramentshäuschen stammt aus dem Ende des 15. Jahrhunderts. Um 1600 wurde die Kirche umgebaut und in der zweiten Hälfte des 18. Jahrhunderts barockisiert. Das Langhaus mit hölzerner Flachdecke mit zweijochigem Rechteckchor hat ein Kreuzrippengewölbe auf  gestuften Konsolen. Der barocke Hauptaltar mit Gemälde der hl. Ursula und Darstellung der Taufe Christi stammt aus dem 17. Jahrhundert. Die Sakristei wurde an den nördlichen Chor angebaut. An der südlichen Vorhalle befindet sich ein spätgotischer Giebel. Vor Kriegsende 1945 wurde der Bau teilweise zerstört und nach dem Übergang an Polen bis 1966 wieder aufgebaut.
- Kriegerdenkmal 1864, 1866, 1870–71
- Reste des Denkmals für die Gefallenen des Ersten Weltkriegs

## Vereine
- Fußballverein Pogoń Kowalów